# Taihō Kōki
Taihō Kōki (nume la naștere Naya Koki, în japoneză 大鵬幸喜, n. 29 mai 1940, Poronaisk⁠(d), Japonia – d. 19 ianuarie 2013, Tokyo⁠(d), Tōkyō, Japonia) a fost ce de-al 48-lea Yokozuna în sportul japonez al luptelor sumo. El este, în general, considerat ca fiind cel mai mare luptator de sumo din perioada postbelică. El a devenit un yokozuna în 1961, la vârsta de 21, cel mai tânăr la timpul respectiv, și a câștigat 32 turnee între 1960 și 1971, stabilind, astfel, un record. Dominarea sa a fost de așa natură, încât el a câștigat șase turnee la rând, cu două ocazii diferite. După pensionare, el a fost antrenor principal al heya Taihō.